# ویک فارست (کارولینای شمالی)
ویک فریست (به انگلیسی: Wake Forest) شهری در ایالت کارولینای شمالی کشور ایالات متحده آمریکا است که جمعیت آن در سرشماری سال ۲۰۱۰ میلادی، ۳۰٬۱۱۷ نفر بوده‌است.